# 固定負債
固定負債（こていふさい、英: Long-term liabilities・英: Non-current liabilities）とは、会計における負債のうち、以下のものをいう。
- 通常の営業活動以外で発生する債務のうち、返済期日が貸借対照表日の翌日から起算して1年以内に到来しないもの（一年基準）
- 通常1年を超えて使用される長期負債性引当金。退職給付引当金など。

会社計算規則（平成18年2月7日法務省令第13号）においては、107条2項2号に固定負債として区分されるべき負債について定められている。

## 主な固定負債
| 勘定科目           | 英文                                        |
| ------------------ | ------------------------------------------- |
| 社債               | Bonds payable                               |
| 長期借入金         | Long-term debt                              |
| 退職給付引当金     | Allowance for employee retirement           |
| 役員退職慰労引当金 | Allowance for directors’retirement benefits |
| 特別修繕準備金     | Special repair reserve                      |
| 繰延税金負債       | Deferred tax liability                      |

## 参考
- 企業会計原則　第三 貸借対照表原則　四 貸借対照表科目の分類　(一)資産　Ｂ 固定資産の分類及び内容